# 朱学范故居
30°53′26″N 121°00′40″E / 30.89061°N 121.01104°E
朱学范故居，位于中华人民共和国上海市金山区枫泾镇新街11号。是一个古建筑、上海市文物保护单位。

## 沿革
朱学范故居是一栋老式江南民居，是朱学范的出生地。该故居为小青瓦白粉墙立面、砖木结构，二层楼二进房子。其后门门框围以米黄色的花岗石条石，小青瓦铺设的檐口两端为荷花砖刻，总占地面积632平方米，另在该建筑的西北侧有砖混结构的三层念佛楼。2005年10月12日，它被列为金山区文物保护单位。2006年，金山区枫泾镇修复故居，并对外开放。2014年4月4日，公布为上海市文物保护单位。